# Tonino Domenicali
Antonio Domenicali (né le 17 février 1936 à Serravalle et mort le 5 juillet 2002 à Lozzolo) est un coureur cycliste italien. Lors des Jeux olympiques de 1956 à Melbourne, il a remporté la médaille d'or de la poursuite par équipes avec Leandro Faggin, Valentino Gasparella et Franco Gandini. Il ne faisait pas partie de l'équipe d'Italie au début du tournoi et a remplacé Virginio Pizzali, tombé au cours d'une manche qualificative. Lors de la finale, l'équipe d'Italie a établi un nouveau record olympique, en parcourant les quatre kilomètres en 4 min 37 s 4. Le précédent record appartenait à l'équipe de France victorieuse aux Jeux olympiques de 1936 en 4 min 41 s 8.

## Palmarès sur piste

### Jeux olympiques
- Melbourne 1956
  -  Champion olympique de poursuite par équipes (avec Leandro Faggin, Valentino Gasparella et Franco Gandini)

### Championnats nationaux
- Champion d'Italie de demi-fond en 1963

## Palmarès sur route
- 1956
  - Coppa Negrini
- 1957
  - Medaglia d'Oro Città di Monza
  - Coppa Mostra del Tessile

## Résultats sur les grands tours

### Tour d'Italie
- 1958 : abandon
- 1960 : 97e
- 1961 : abandon